# Kootingal
Kootingal – miasto w Australii, w stanie Nowa Południowa Walia.